# Strandnarv
Strandnarv (Sagina maritima) är en nejlikväxtart som beskrevs av George Don jr. Enligt Catalogue of Life ingår Strandnarv i släktet smalnarvar och familjen nejlikväxter, men enligt Dyntaxa är tillhörigheten istället släktet smalnarvar och familjen nejlikväxter. Enligt den finländska rödlistan är arten starkt hotad i Finland. Arten är reproducerande i Sverige. Artens livsmiljö är strandängar vid Östersjön. Inga underarter finns listade i Catalogue of Life.

## Bildgalleri

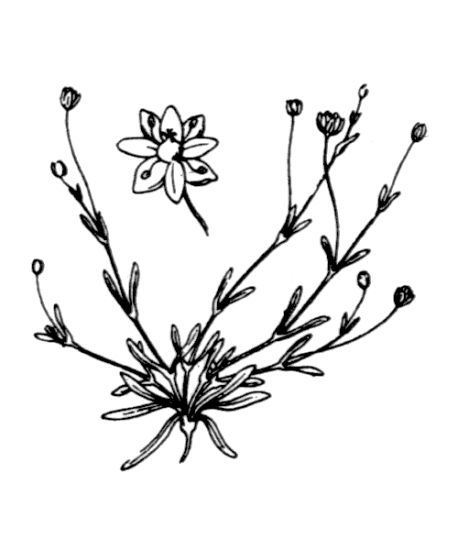